# Virgen con el Niño con San Jerónimo y San Luis de Tolosa
Virgen con el Niño con San Jerónimo y San Luis de Tolosa es una pintura al temple sobre tabla de c.1455 de Andrea Mantegna. La obra fue adquirida por Nélie Jacquemart, quién lo donó al Instituto de Francia con el resto de su colección a su muerte en 1912 - se conserva en el Museo Jacquemart-André de París.
Es normalmente datada después del matrimonio de Mantegna en 1453 con la hija de Jacopo Bellini (y hermana de Giovanni Bellini) y muestra marcadas influencias de Jacopo (como presentar a la Virgen con el Niño con dos santos detrás de un alféizar y bajo una guirnalda de flores) aunque su atribución a Mantegna fue antaño disputada, a pesar de que los rasgos fuertes de Cristo niño y las figuras fuertemente perfiladas ante un fondo profundo son todas características de Mantegna en esa fecha.
Ligeramente escorzado desde abajo, el Niño está de pie sobre un cojín encima de la balaustrada, que se proyecta hacia afuera al igual que el borde del manto de la Virgen, a modo de trampantojo. Flanqueando a la Madre y el Niño, San Jéronimo a la izquierda, anciano con sus atributos habituales de la época, el libro (aludiendo a la Vulgata) y el atuendo de cardenal, y a la derecha San Luis de Tolosa también en su aspecto habitual de obispo joven. La elección de ambos santos eruditos remite a los círculos humanistas de Padua. Particularmente expresivo es el gesto de Jerónimo, que inclina la cabeza a un lado, demostrando el virtuosismo del pintor para captar la rotación.